# Stig Arne Gjellestad
Stig Arne Gjellestad (Asker, 28 agosto 1965) è un ex calciatore norvegese, di ruolo difensore.

## Carriera

### Club
Gjellestad cominciò la carriera con la maglia dell'Asker, squadra della sua città natia, prima di passare al Mjøndalen. Esordì nella 1. divisjon con questa maglia, subentrando ad Arnt Kortgaard nella sconfitta casalinga per 1-2 contro il Bryne. Nel 1988 si trasferì al Vålerengen, per cui debuttò il 1º maggio, nella vittoria per 1-2 sul campo del Brann. L'anno successivo, fu messo sotto contratto dal Tromsø, per cui disputò il primo incontro in data 29 aprile, nella vittoria per 2-0 sul Mjølner. Terminata questa esperienza, si accordò con il Lillestrøm, esordendo con la casacca del club il 28 aprile, schierato titolare nella vittoria per 1-2 in casa del Brann. Nel 1992 fu in forza al Sogndal, per cui giocò 10 incontri. Il primo di questi arrivò il 26 luglio, nella sconfitta per 3-0 contro il Molde.